# Josef Šír
Josef Šír (7. ledna 1859 Horní Branná – 8. května 1920 Příchovice) byl český regionální buditel, který působil jako učitel (příp. jako řídící učitel) na školách v Krkonoších a Podkrkonoší. Bývá zaměňován se svým jmenovcem Josefem Šírem z Křížlic, který byl obdobného zaměření a působil přibližně v téže době.

## Biografie
Josef Šír vystudoval Učitelský ústav v Jičíně.
Během let vystřídal tato učitelská působiště: Roztoky u Jilemnice, Stará Ves u Vysokého nad Jizerou, Poniklá, Benecko, Horní Štěpanice.
Napsáno bylo mnohé v různých publikacích o jeho učitelské dráze. Spoustu informací pisatelé článků neověřovali a tak se chyby opisovaly. Nebylo snadné všechny potřebné dokumenty v archivech vyhledat a doložit, jak tomu vlastně ve skutečnosti bylo či nikoliv! Ověřený (a dokumenty doložitelný) soupis o jeho působení na školách je možné najít v literárně-rodopisném sborníku Josef Šír. Tato níže vypsaná data jsou čerpána především ze školních Pamětních knih (některé zápisy dokonce psány přímo vlastní rukou spisovatele J. Š.), takže jsou správná.
- 16. září 1879 nastupuje jako definitivní řídící učitel do Roztok u Jilemnice[2], zde se dne 6. 3. 1882 oženil s Františkou Janouškovou - viz dokument z matriky oddaných pro Roztoky u Jilemnice[3].
- Jako správce školy přechází do Staré Vsi u Vysokého nad Jizerou (4. leden 1879 - 15. září 1879)[2].
- Ze Staré Vsi se vrací zpět do Roztok u Jilemnice, kde učí do 27. 4. 1883[2].
- Od 1. 5. 1883 je definitivním učitelem v Poniklé, kde setrvává do 31. 12. 1885[2].
- Odtud přechází 1. 1. 1886 na Benecko, kde učí do 29. 2. 1888[2].
- Od 29. 2. 1888 působí jako definitivní řídící učitel na škole v Horních Štěpanicích[2] (zde se setkává se svým učitelským kolegou a jmenovcem Josefem Šírem rodákem z Křížlic).[4].). Učí zde do 28. 2. 1909. V Horních Štěpanicích zavedl obecní kroniku a přitom se začal věnovat spisovatelské činnosti.
- 1. 3. 1909 - 31. 3. 1919 působí jako definitivní řídící učitel opět na škole v Roztokách u Jilemnice[2].

Do důchodu odchází 1. 4. 1919 a stěhuje se do Jičína. Avšak žádá o reaktivaci...
V 8. května 1920 se Josef Šír stěhuje do Příchovic (převážně německých), kde má vyučovat na české menšinové škole. Děti se ho však nikdy nedočkaly: stihla ho pravděpodobně mrtvice v předvečer prvního dne v novém působišti, byl nalezen 9. 5. ve svém novém bytě mezi svými právě vybalovanými knihami.
Pohřben byl 12. 5. po boku své manželky (zemřela 5. 9. 1912) v Roztokách u Jilemnice.
Pozn.:
Několikráte se objevila i informace, že působil na škole v Kruhu u Jilemnice. V pamětní knize školy v Kruhu však o tom záznamu není! Zde v Kruhu učil jeho zeť Josef Panýr * 1874 - Horní Branná, + 1950 - Praha). Šír se však na škole v Kruhu vyskytoval také, ale byl to Jaroslav Šír (bratranec Josefa Šíra) * 27. 4. 1871 - Horní Branná. Je však možné, že mohl na školu v okolí zaskočit za nějakého kolegu...

## Nekrolog
V časopise Zlatá Praha byl Šírovi věnován osmiřádkový nekrolog s jedním překlepem: „Stár jen něco přes šedesát let opustil nás Josef Šír, povoláním řídící učitel, autor několika pozoruhodných prací beletistických, v nichž svérázným způsobem seznamoval nás se životem prostého lidu krkonošského. Jeho Horské prameny, Robotou života, Krkonošské povídky, Pašerák a jiné obrazy z hor, vydané nákladem Ottovým, jsou práce dobrého zrna a ceny trvalé.“

## Posmrtné edice

### Fr. Švejda, Praha
- Nevěsta: dramatický obraz z vesnického života z Podkrkonoší o 3 dějstvích – vydal Fr. Švejda, Praha (1934)
- Tkalci: drama ze života krkonošského lidu ve třech jednáních s proměnou – vydal Fr. Švejda, Praha (1934)

### Josef Krbal, Vrchlabí
Až dlouho po Šírově smrti si jeho význam uvědomil vrchlabský knihkupec a nakladatel Josef Krbal, který se od roku 1932 začal věnovat sbírání a tisku Šírových povídek z novin a časopisů. Do předmluvy druhého svazku napsal: „Spisovatel Josef Šír zachytil v hodině dvanácté ve svých povídkách svéráz krkonošské dědiny a krkonošských horalů. Dalekosáhlé přesuny sociálního rázu, krize průmyslu, zejména domácího tkalcovství a sklářství, přivodí brzy zánik klidu v našich horách, klidu, ve kterém vyrůstali Šírovi samorostlí filosofové, rázovité postavy horalů a jímavé životní děje krkonošských drobných lidí, jejich rodin a samot.“:
- Povídky z Krkonoš – první povídkový sborník (1932)
- Povídky z Krkonoš II – druhý povídkový sborník (1932)
- Tkalci z Krkonoš – dříve nevydaný román, který sám Šír přepsal na hru pro Národní divadlo. Přes příznivý posudek dramaturga nebyla uvedena, patrně aby nedošlo k záměně se hrou Tkalci od Gerharta Hauptmanna (nositele Nobelovy ceny za literaturu). Výtisk obsahuje i povídku Spiritisté z doby světové války (1933)
- V horské škole – povídkový sborník (1934)
- Msta – román (1935)
- Krkonošské humoresky a rozmarné obrázky – povídkový sborník (1936)
- V mlhách – povídkový sborník (1936)
- Pašerák a jiné obrazy z hor – povídkový sborník (1938)

Ve vydávání pokračoval Krbal i v době II. světové války, kdy byl nucen odejít z převážně německého Vrchlabí a zřídit si novou živnost v Bělohradě:
- Na pobytí – povídky (1940)

Po osvobození Československa se Krbal vrátil do Vrchlabí a dovršil edici na celkem desetisvazkové vydání:
- Hory za války – první svazek, vydaný opět ve Vrchlabí (1945)
- V horské škole – druhé vydání, tentokrát už pod hlavičkou Krkonošské nakladatelství J. Krbal (1947)

### Po roce 1970
- Pašerák a jiné povídky z hor – k vydání připravil a medailon o J. Šírovi napsal Ladislav Ducháček; vydalo nakladatelství Československý spisovatel, Praha (1974)
- Robotou života: Výbor povídek – uspořádal Radim Kalfus, textově připravil a poznámkami opatřil František Schildberger; vydalo nakladatelství Kruh, Hradec Králové (1979)

Jako pokračování Sebraných spisů vydávaných Josefem Krbalem můžeme považovat i:
- Josef Šír a rod Šírův v Podkrkonoší – literárně-rodopisný sborník, díl I. – autoři K. Richtera a J. Šustová. Kniha přináší rodopisná data, fotografie a dokumenty z archivů, muzeí i soukromých sbírek. Z literární činnosti hornobrannského rodáka Josefa Šíra přináší sborník i povídky, které (s výjimkou jedné) nejsou obsaženy v Sebraných spisech vydávaných Josefem Krbalem a další dosud nepublikované texty, mezi nimi i loutkové hry (r. 2010).
- Josef Šír a rod Šírův v Podkrkonoší – literárně-rodopisný sborník, díl II. – autoři K. Richtera a J. Šustová (r. 2022).

## Pamětní desky

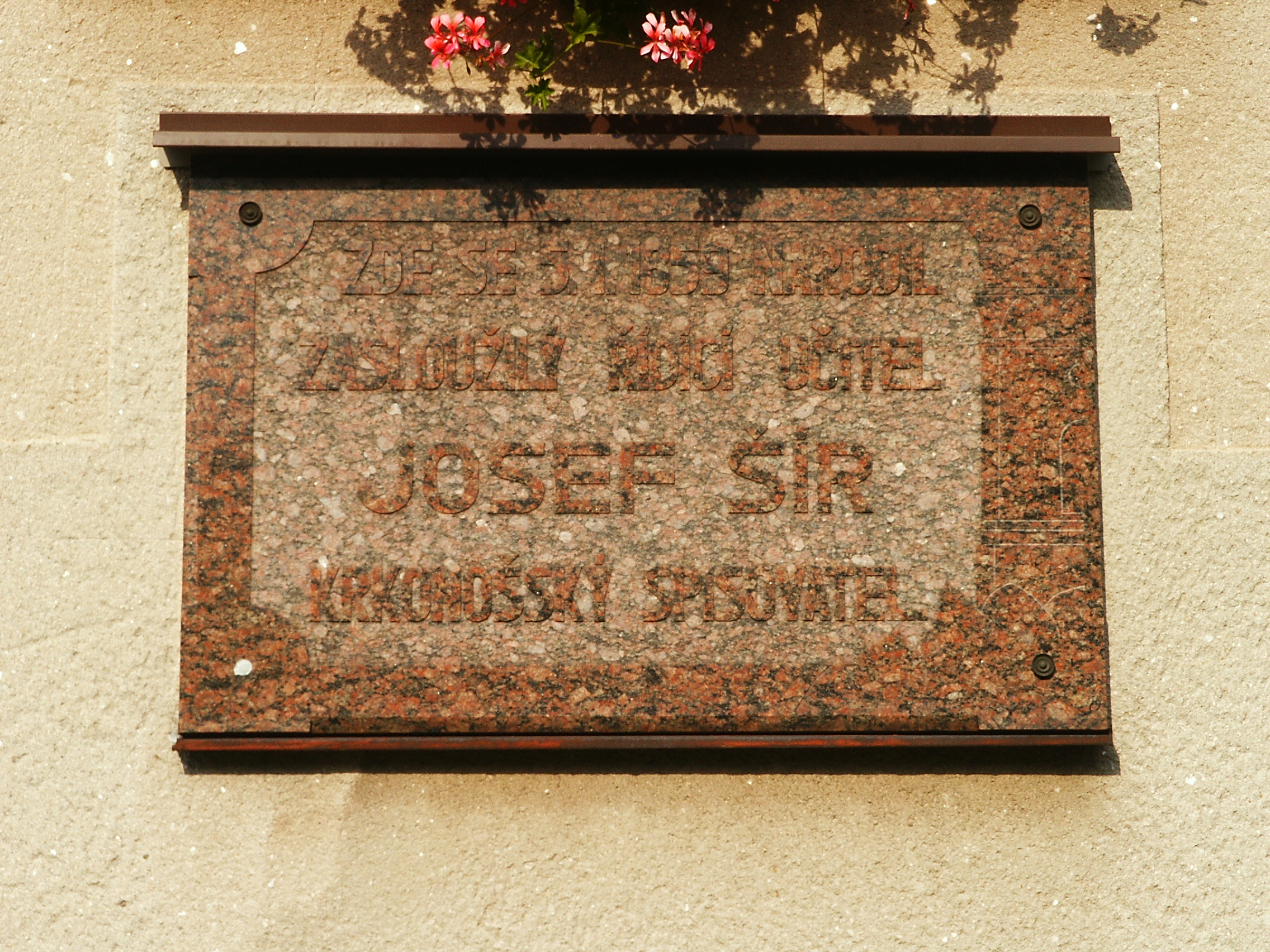
Pamětní deska v Horní Branné

Na Šírovu památku byla roku 1934 odhalena v jeho rodné obci Horní Branné pamětní deska na domě čp. 27. V této obci nese jeho jméno také Základní škola a Mateřská škola a v hornobranském zámku je mu také věnována trvalá expozice.
Druhá pamětní deska se nachází na Jindrově skále na Benecku (slavnostně odhalena 9. 9. 1945) s textem „Krkonošský lid Josefu Šírovi – spisovateli a průkopníku duchovního a sociálního osvobození českých hor“.
Třetí pamětní deska je umístěna na budově školy v Roztokách u Jilemnice, tentokrát s textem "Na této škole působil Josef Šír – vlastenecký učitel, pokrokový spisovatel a buditel horského pracujícího lidu".
Jako připomínku na jeho učitelské působení - v roce 1879 na škole ve Staré Vsi u Vysokého nad Jizerou - najdeme na budově bývalé staré školy další desku. Ač působil zde jen velmi krátce (leden - září), bojoval o lepší podmínky pro žáky. Budova školy byla nevyhovující... Stalo se pak, až po jeho odchodu, že obec nechala zhotovit školu novou a větší. Ale stejně jako budova staré školy i ta dnes slouží již jinému účelu, avšak obě stojí dodnes.